# 克鲁瓦沙波
克鲁瓦沙波（法語：Croix-Chapeau，法語發音：[kʁwa ʃapo]）是法国滨海夏朗德省的一个市镇，位于该省西北部，属于拉罗谢尔区。

## 地理
克鲁瓦沙波（46°6'31"N, 1°0'24"W）面积4.83 平方千米，位于法国新阿基坦大区滨海夏朗德省，该省份为法国西部滨海省份，北起旺代省，西临大西洋，南至吉倫特省，东南接多爾多涅省，东北接德塞夫勒省接壤，东临夏朗德省。
与克鲁瓦沙波接壤的市镇（或旧市镇、城区）包括：艾格尔弗耶多尼、拉雅里、滨海萨勒、泰雷、勒图。

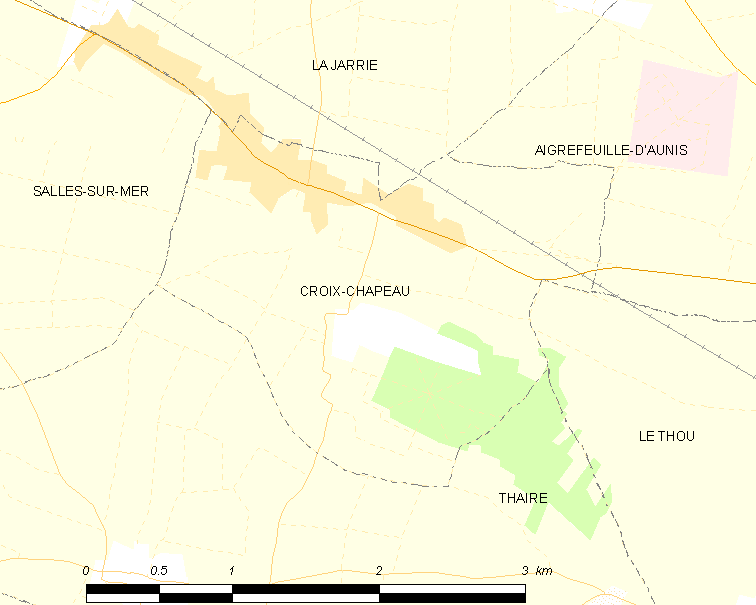
克鲁瓦沙波的OSM定位图

克鲁瓦沙波的时区为UTC+01:00、UTC+02:00（夏令时）。

## 行政
克鲁瓦沙波的邮政编码为17220，INSEE市镇编码为17136。

## 政治
克鲁瓦沙波所属的省级选区为拉雅里县。

## 人口

1962-2008年间克鲁瓦沙波人口变化图示

克鲁瓦沙波于2022年1月1日时的人口数量为1377人。